# 中央区 (相模原市)
中央区（ちゅうおうく）は、相模原市を構成する3行政区のうちの一つである。

## 概要

### 区名の由来
| 順位 | 区名       | 応募数 |
| ---- | ---------- | ------ |
| 1位  | 中央区     | 1305   |
| 2位  | 中区       | 926    |
| 3位  | 新相模原区 | 247    |
| 4位  | 相模区     | 185    |
| 5位  | 相模原区   | 134    |
| 6位  | あじさい区 | 124    |
| 7位  | ひばり区   | 89     |
| 8位  | 桜区       | 86     |
| 9位  | けやき区   | 78     |
| 10位 | さくら区   | 78     |

区名は公募により選ばれ、イメージが近いと思われる「中央区」と「中区」の合計数と「さくら区」と「桜区」の合計数を比較した場合で「中央区・中区」が多く、なおかつ公募全体で最も支持を集めたことを理由とし、1位の「中央区」が選ばれた。

## 地理
相模原市内の他の区と比較すると、高度に市街化されている。

### 地形
- 3行政区の中でも、特に相模野台地の河岸段丘の発達が顕著なエリアである。上段の相模原面に横浜線や国道16号が通るなど、中央区の中心がある。上溝駅付近を境に、相模原面から20～30mの崖線を経て2段目の田名原面があり、さらに10～20m低い陽原面が、そして陽原面よりさらに30mほど低い、水郷田名地区が含まれる相模川へと広がっている。相模原駅と水郷田名地区の標高差は70m。それぞれの面の中では大きな坂道はない。

#### 河川
主な川
- 相模川
- 道保川
- 蛯川
- 鳩川

### 地域

#### 町名
中央区内では、一部の区域で住居表示に関する法律に基づく住居表示が実施されている。住居表示実施前の町名等欄で下線がある町名はその全部、それ以外はその一部であり、町名の末尾に数字がある場合には丁目を表す。
| 町名             | 町名の読み         | 町区域設定年月日 | 住居表示実施年月日 | 住居表示実施前の町名等                                     | 備考                       |
| ---------------- | ------------------ | ---------------- | ------------------ | ---------------------------------------------------------- | -------------------------- |
| 相生一丁目       | あいおい           | 1965年7月1日     | 1965年7月1日       | 大字淵野辺                                                 |                            |
| 相生二丁目       | あいおい           | 1965年7月1日     | 1965年7月1日       | 大字淵野辺                                                 |                            |
| 相生三丁目       | あいおい           | 1965年7月1日     | 1965年7月1日       | 大字上溝                                                   |                            |
| 相生四丁目       | あいおい           | 1965年7月1日     | 1965年7月1日       | 大字上溝                                                   |                            |
| 青葉一丁目       | あおば             | 1971年7月1日     | 1971年7月1日       | 大字上溝                                                   |                            |
| 青葉二丁目       | あおば             | 1971年7月1日     | 1971年7月1日       | 大字上溝、大字当麻                                         |                            |
| 青葉二丁目       | あおば             | 1971年7月1日     | 1979年7月1日       | 大字当麻                                                   |                            |
| 青葉三丁目       | あおば             | 1979年7月1日     | 1979年7月1日       | 大字当麻、青葉2                                            |                            |
| 大野台三丁目     | おおのだい         | 1973年7月1日     | 1973年7月1日       | 大字大沼                                                   | 1〜12番街区に限る。        |
| 小山             | おやま             | 1941年4月29日    | 未実施             |                                                            |                            |
| 小山一丁目       | おやま             | 1967年4月1日     | 1967年4月1日       | 大字小山                                                   |                            |
| 小山二丁目       | おやま             | 1967年4月1日     | 1967年4月1日       | 大字小山                                                   |                            |
| 小山三丁目       | おやま             | 1967年4月1日     | 1967年4月1日       | 大字小山                                                   |                            |
| 小山四丁目       | おやま             | 1967年4月1日     | 1967年4月1日       | 大字小山                                                   |                            |
| 鹿沼台一丁目     | かぬまだい         | 1965年7月1日     | 1965年7月1日       | 大字淵野辺                                                 |                            |
| 鹿沼台二丁目     | かぬまだい         | 1965年7月1日     | 1965年7月1日       | 大字淵野辺                                                 |                            |
| 上溝             | かみみぞ           | 1941年4月29日    | 未実施             |                                                            |                            |
| 上溝一丁目       | かみみぞ           | 1976年7月1日     | 1976年7月1日       | 大字下九沢、大字上溝                                       |                            |
| 上溝二丁目       | かみみぞ           | 1976年7月1日     | 1976年7月1日       | 大字上溝                                                   |                            |
| 上溝三丁目       | かみみぞ           | 1976年7月1日     | 1976年7月1日       | 大字上溝                                                   |                            |
| 上溝四丁目       | かみみぞ           | 1976年7月1日     | 1976年7月1日       | 大字上溝                                                   |                            |
| 上溝五丁目       | かみみぞ           | 1976年7月1日     | 1976年7月1日       | 大字上溝                                                   |                            |
| 上溝六丁目       | かみみぞ           | 1976年7月1日     | 1976年7月1日       | 大字上溝                                                   |                            |
| 上溝七丁目       | かみみぞ           | 1976年7月1日     | 1976年7月1日       | 大字上溝                                                   |                            |
| 上矢部           | かみやべ           | 1941年4月29日    | 未実施             |                                                            |                            |
| 上矢部一丁目     | かみやべ           | 1978年7月1日     | 1978年7月1日       | 大字上矢部                                                 |                            |
| 上矢部一丁目     | かみやべ           | 1978年7月1日     | 1980年7月1日       | 大字上矢部、大字小山                                       |                            |
| 上矢部一丁目     | かみやべ           | 1978年7月1日     | 2013年12月1日      | 町田市小山町字二号・字六号                                 |                            |
| 上矢部二丁目     | かみやべ           | 1978年7月1日     | 1978年7月1日       | 大字上矢部                                                 |                            |
| 上矢部三丁目     | かみやべ           | 1978年7月1日     | 1978年7月1日       | 大字上矢部                                                 |                            |
| 上矢部四丁目     | かみやべ           | 1978年7月1日     | 1978年7月1日       | 大字上矢部                                                 |                            |
| 上矢部五丁目     | かみやべ           | 1978年7月1日     | 1978年7月1日       | 大字上矢部                                                 |                            |
| 共和一丁目       | きょうわ           | 1965年7月1日     | 1965年7月1日       | 大字淵野辺                                                 |                            |
| 共和二丁目       | きょうわ           | 1965年7月1日     | 1965年7月1日       | 大字淵野辺                                                 |                            |
| 共和三丁目       | きょうわ           | 1965年7月1日     | 1965年7月1日       | 大字淵野辺                                                 |                            |
| 共和四丁目       | きょうわ           | 1965年7月1日     | 1965年7月1日       | 大字淵野辺                                                 |                            |
| 向陽町           | こうようちょう     | 1964年5月1日     | 1964年5月1日       | 大字小山字三谷・字矢掛・字三谷原                           |                            |
| 小町通一丁目     | こまちどおり       | 1974年7月1日     | 1974年7月1日       | 大字下九沢                                                 |                            |
| 小町通二丁目     | こまちどおり       | 1974年7月1日     | 1974年7月1日       | 大字下九沢                                                 |                            |
| 相模原一丁目     | さがみはら         | 1964年5月1日     | 1964年5月1日       | 大字小山字矢掛原、大字清兵衛新田字比丘口                   |                            |
| 相模原二丁目     | さがみはら         | 1964年5月1日     | 1964年5月1日       | 大字清兵衛新田字矢懸                                       |                            |
| 相模原三丁目     | さがみはら         | 1964年5月1日     | 1964年5月1日       | 大字清兵衛新田字比丘口                                     |                            |
| 相模原四丁目     | さがみはら         | 1964年5月1日     | 1964年5月1日       | 大字清兵衛新田字比丘口                                     |                            |
| 相模原五丁目     | さがみはら         | 1964年5月1日     | 1964年5月1日       | 大字清兵衛新田字比丘口                                     |                            |
| 相模原六丁目     | さがみはら         | 1964年5月1日     | 1964年5月1日       | 大字清兵衛新田字比丘口                                     |                            |
| 相模原七丁目     | さがみはら         | 1964年5月1日     | 1964年5月1日       | 大字清兵衛新田字比丘口                                     |                            |
| 相模原八丁目     | さがみはら         | 1964年5月1日     | 1964年5月1日       | 大字清兵衛新田字矢懸                                       |                            |
| 下九沢           | しもくざわ         | 1941年4月29日    | 未実施             |                                                            | 中央区に属する部分に限る。 |
| 水郷田名一丁目   | すいごうたな       | 2005年7月2日     | 2005年7月2日       | 大字田名                                                   |                            |
| 水郷田名二丁目   | すいごうたな       | 2005年7月2日     | 2005年7月2日       | 大字田名                                                   |                            |
| 水郷田名三丁目   | すいごうたな       | 2005年7月2日     | 2005年7月2日       | 大字田名                                                   |                            |
| 水郷田名四丁目   | すいごうたな       | 2005年7月2日     | 2005年7月2日       | 大字田名                                                   |                            |
| すすきの町       | すすきのちょう     | 1964年5月1日     | 1964年5月1日       | 大字小山字三谷                                             |                            |
| 清新一丁目       | せいしん           | 1964年5月1日     | 1964年5月1日       | 大字清兵衛新田                                             |                            |
| 清新二丁目       | せいしん           | 1964年5月1日     | 1964年5月1日       | 大字清兵衛新田                                             |                            |
| 清新三丁目       | せいしん           | 1964年5月1日     | 1964年5月1日       | 大字清兵衛新田                                             |                            |
| 清新四丁目       | せいしん           | 1967年4月1日     | 1967年4月1日       | 大字清兵衛新田                                             |                            |
| 清新五丁目       | せいしん           | 1967年4月1日     | 1967年4月1日       | 大字清兵衛新田                                             |                            |
| 清新六丁目       | せいしん           | 1967年4月1日     | 1967年4月1日       | 大字清兵衛新田                                             |                            |
| 清新七丁目       | せいしん           | 1968年7月1日     | 1968年7月1日       | 大字清兵衛新田                                             |                            |
| 清新八丁目       | せいしん           | 1974年7月1日     | 1974年7月1日       | 大字下九沢、大字清兵衛新田                                 |                            |
| 高根一丁目       | たかね             | 1968年7月1日     | 1968年7月1日       | 大字淵野辺                                                 |                            |
| 高根二丁目       | たかね             | 1968年7月1日     | 1968年7月1日       | 大字淵野辺                                                 |                            |
| 高根三丁目       | たかね             | 1984年7月1日     | 1984年7月1日       | 大字上溝                                                   |                            |
| 田名             | たな               | 1941年4月29日    | 未実施             |                                                            | 緑区に属する部分を除く。   |
| 田名塩田一丁目   | たなしおだ         | 2002年6月1日     | 2002年6月1日       | 大字田名                                                   |                            |
| 田名塩田二丁目   | たなしおだ         | 2002年6月1日     | 2002年6月1日       | 大字田名                                                   |                            |
| 田名塩田二丁目   | たなしおだ         | 2002年6月1日     | 2005年7月2日       | 大字田名                                                   |                            |
| 田名塩田三丁目   | たなしおだ         | 2002年6月1日     | 2002年6月1日       | 大字田名                                                   |                            |
| 田名塩田三丁目   | たなしおだ         | 2002年6月1日     | 2005年7月2日       | 大字田名                                                   |                            |
| 田名塩田四丁目   | たなしおだ         | 2002年6月1日     | 2002年6月1日       | 大字田名                                                   |                            |
| 中央一丁目       | ちゅうおう         | 1964年5月1日     | 1964年5月1日       | 大字清兵衛新田字比丘口                                     |                            |
| 中央二丁目       | ちゅうおう         | 1964年5月1日     | 1964年5月1日       | 大字清兵衛新田字比丘口                                     |                            |
| 中央三丁目       | ちゅうおう         | 1964年5月1日     | 1964年5月1日       | 大字上溝字戌四号                                           |                            |
| 中央四丁目       | ちゅうおう         | 1964年5月1日     | 1964年5月1日       | 大字上溝字戌四号                                           |                            |
| 中央五丁目       | ちゅうおう         | 1964年5月1日     | 1964年5月1日       | 大字上溝字丙三号                                           |                            |
| 中央六丁目       | ちゅうおう         | 1964年5月1日     | 1964年5月1日       | 大字上溝字丙三号                                           |                            |
| 千代田一丁目     | ちよだ             | 1968年7月1日     | 1968年7月1日       | 大字上溝                                                   |                            |
| 千代田二丁目     | ちよだ             | 1968年7月1日     | 1968年7月1日       | 大字上溝                                                   |                            |
| 千代田三丁目     | ちよだ             | 1968年7月1日     | 1968年7月1日       | 大字上溝                                                   |                            |
| 千代田四丁目     | ちよだ             | 1968年7月1日     | 1968年7月1日       | 大字上溝                                                   |                            |
| 千代田五丁目     | ちよだ             | 1968年7月1日     | 1968年7月1日       | 大字上溝                                                   |                            |
| 千代田六丁目     | ちよだ             | 1968年7月1日     | 1968年7月1日       | 大字上溝                                                   |                            |
| 千代田七丁目     | ちよだ             | 1968年7月1日     | 1968年7月1日       | 大字上溝                                                   |                            |
| 並木一丁目       | なみき             | 1970年7月1日     | 1970年7月1日       | 大字上溝                                                   |                            |
| 並木二丁目       | なみき             | 1970年7月1日     | 1970年7月1日       | 大字上溝                                                   |                            |
| 並木三丁目       | なみき             | 1970年7月1日     | 1970年7月1日       | 大字上溝                                                   |                            |
| 並木四丁目       | なみき             | 1970年7月1日     | 1970年7月1日       | 大字上溝                                                   |                            |
| 光が丘一丁目     | ひかりがおか       | 1970年7月1日     | 1970年7月1日       | 大字上溝                                                   |                            |
| 光が丘二丁目     | ひかりがおか       | 1970年7月1日     | 1970年7月1日       | 大字上溝                                                   |                            |
| 光が丘三丁目     | ひかりがおか       | 1970年7月1日     | 1970年7月1日       | 大字上溝                                                   |                            |
| 氷川町           | ひかわちょう       | 1964年5月1日     | 1964年5月1日       | 大字小山字矢掛原・字三谷原                                 |                            |
| 東淵野辺一丁目   | ひがしふちのべ     | 1985年7月1日     | 1985年7月1日       | 大字淵野辺                                                 |                            |
| 東淵野辺二丁目   | ひがしふちのべ     | 1985年7月1日     | 1985年7月1日       | 大字淵野辺                                                 |                            |
| 東淵野辺三丁目   | ひがしふちのべ     | 1985年7月1日     | 1985年7月1日       | 大字淵野辺                                                 |                            |
| 東淵野辺四丁目   | ひがしふちのべ     | 1985年7月1日     | 1985年7月1日       | 大字淵野辺                                                 |                            |
| 東淵野辺五丁目   | ひがしふちのべ     | 1985年7月1日     | 1985年7月1日       | 大字淵野辺                                                 |                            |
| 富士見一丁目     | ふじみ             | 1965年7月1日     | 1965年7月1日       | 大字上溝                                                   |                            |
| 富士見二丁目     | ふじみ             | 1965年7月1日     | 1965年7月1日       | 大字矢部新田                                               |                            |
| 富士見三丁目     | ふじみ             | 1965年7月1日     | 1965年7月1日       | 大字矢部新田                                               |                            |
| 富士見四丁目     | ふじみ             | 1965年7月1日     | 1965年7月1日       | 大字上溝                                                   |                            |
| 富士見五丁目     | ふじみ             | 1965年7月1日     | 1965年7月1日       | 大字上溝                                                   |                            |
| 富士見六丁目     | ふじみ             | 1965年7月1日     | 1965年7月1日       | 大字上溝                                                   |                            |
| 淵野辺一丁目     | ふちのべ           | 1966年7月1日     | 1966年7月1日       | 大字矢部新田、大字上矢部                                   |                            |
| 淵野辺二丁目     | ふちのべ           | 1966年7月1日     | 1966年7月1日       | 大字矢部新田、大字上矢部、大字淵野辺                       |                            |
| 淵野辺三丁目     | ふちのべ           | 1966年7月1日     | 1966年7月1日       | 大字矢部新田、大字淵野辺                                   |                            |
| 淵野辺四丁目     | ふちのべ           | 1966年7月1日     | 1966年7月1日       | 大字淵野辺                                                 |                            |
| 淵野辺五丁目     | ふちのべ           | 1966年7月1日     | 1966年7月1日       | 大字淵野辺                                                 |                            |
| 淵野辺本町一丁目 | ふちのべほんちょう | 1978年7月1日     | 1978年7月1日       | 大字淵野辺                                                 |                            |
| 淵野辺本町一丁目 | ふちのべほんちょう | 1978年7月1日     | 2013年12月1日      | 町田市矢部町字二十四号・字二十五号                         |                            |
| 淵野辺本町二丁目 | ふちのべほんちょう | 1978年7月1日     | 1978年7月1日       | 大字淵野辺                                                 |                            |
| 淵野辺本町三丁目 | ふちのべほんちょう | 1978年7月1日     | 1978年7月1日       | 大字淵野辺                                                 |                            |
| 淵野辺本町四丁目 | ふちのべほんちょう | 1978年7月1日     | 1978年7月1日       | 大字淵野辺                                                 |                            |
| 淵野辺本町五丁目 | ふちのべほんちょう | 1978年7月1日     | 1978年7月1日       | 大字淵野辺                                                 |                            |
| 星が丘一丁目     | ほしがおか         | 1968年7月1日     | 1968年7月1日       | 大字上溝                                                   |                            |
| 星が丘二丁目     | ほしがおか         | 1968年7月1日     | 1968年7月1日       | 大字上溝                                                   |                            |
| 星が丘三丁目     | ほしがおか         | 1968年7月1日     | 1968年7月1日       | 大字上溝                                                   |                            |
| 星が丘四丁目     | ほしがおか         | 1968年7月1日     | 1968年7月1日       | 大字上溝                                                   |                            |
| 松が丘一丁目     | まつがおか         | 1979年7月1日     | 1979年7月1日       | 大字上溝、大字当麻                                         |                            |
| 松が丘二丁目     | まつがおか         | 1979年7月1日     | 1979年7月1日       | 大字上溝、大字当麻                                         |                            |
| 緑が丘一丁目     | みどりがおか       | 1974年7月1日     | 1974年7月1日       | 大字上溝                                                   |                            |
| 緑が丘一丁目     | みどりがおか       | 1974年7月1日     | 1979年7月1日       | 大字上溝、大字下溝                                         |                            |
| 緑が丘二丁目     | みどりがおか       | 1974年7月1日     | 1974年7月1日       | 大字上溝                                                   |                            |
| 緑が丘二丁目     | みどりがおか       | 1974年7月1日     | 1979年7月1日       | 大字上溝、大字下溝                                         |                            |
| 南橋本一丁目     | みなみはしもと     | 1967年4月1日     | 1967年4月1日       | 大字清兵衛新田                                             |                            |
| 南橋本二丁目     | みなみはしもと     | 1967年4月1日     | 1967年4月1日       | 大字橋本                                                   |                            |
| 南橋本三丁目     | みなみはしもと     | 1967年4月1日     | 1967年4月1日       | 大字橋本、大字下九沢                                       |                            |
| 南橋本四丁目     | みなみはしもと     | 1974年7月1日     | 1974年7月1日       | 大字下九沢、大字清兵衛新田                                 |                            |
| 宮下一丁目       | みやしも           | 1968年7月1日     | 1968年7月1日       | 大字小山                                                   |                            |
| 宮下二丁目       | みやしも           | 1968年7月1日     | 1968年7月1日       | 大字小山                                                   |                            |
| 宮下三丁目       | みやしも           | 1968年7月1日     | 1968年7月1日       | 大字小山                                                   |                            |
| 宮下本町一丁目   | みやしもほんちょう | 1980年7月1日     | 1980年7月1日       | 大字小山                                                   |                            |
| 宮下本町一丁目   | みやしもほんちょう | 1980年7月1日     | 2013年12月1日      | 町田市小山町字六号・字七号・字八号                         |                            |
| 宮下本町二丁目   | みやしもほんちょう | 1980年7月1日     | 1980年7月1日       | 大字小山                                                   |                            |
| 宮下本町二丁目   | みやしもほんちょう | 1980年7月1日     | 2016年12月1日      | 町田市小山町字九号・字二十二号                             |                            |
| 宮下本町三丁目   | みやしもほんちょう | 1980年7月1日     | 1980年7月1日       | 大字小山                                                   |                            |
| 宮下本町三丁目   | みやしもほんちょう | 1980年7月1日     | 2016年12月1日      | 町田市小山町字二十二号・字二十三号・字二十九号・字三十八号 |                            |
| 弥栄一丁目       | やえい             | 1968年7月1日     | 1968年7月1日       | 大字上溝                                                   |                            |
| 弥栄二丁目       | やえい             | 1968年7月1日     | 1968年7月1日       | 大字上溝                                                   |                            |
| 弥栄三丁目       | やえい             | 1984年7月1日     | 1984年7月1日       | 大字上溝、青葉2                                            |                            |
| 矢部一丁目       | やべ               | 1965年7月1日     | 1965年7月1日       | 大字矢部新田                                               |                            |
| 矢部二丁目       | やべ               | 1965年7月1日     | 1965年7月1日       | 大字矢部新田                                               |                            |
| 矢部三丁目       | やべ               | 1965年7月1日     | 1965年7月1日       | 大字矢部新田                                               |                            |
| 矢部四丁目       | やべ               | 1965年7月1日     | 1965年7月1日       | 大字矢部新田                                               |                            |
| 矢部新町         | やべしんちょう     | 1994年11月1日    | 1994年11月1日      | 大字矢部新田                                               |                            |
| 矢部新田         | やべしんでん       | 1941年4月29日    | 未実施             |                                                            |                            |
| 陽光台一丁目     | ようこうだい       | 1974年7月1日     | 1974年7月1日       | 大字上溝                                                   |                            |
| 陽光台一丁目     | ようこうだい       | 1974年7月1日     | 1975年7月1日       | 大字上溝                                                   |                            |
| 陽光台一丁目     | ようこうだい       | 1974年7月1日     | 1998年7月1日       | 大字上溝                                                   |                            |
| 陽光台二丁目     | ようこうだい       | 1974年7月1日     | 1974年7月1日       | 大字上溝                                                   |                            |
| 陽光台三丁目     | ようこうだい       | 1974年7月1日     | 1974年7月1日       | 大字上溝                                                   |                            |
| 陽光台四丁目     | ようこうだい       | 1974年7月1日     | 1974年7月1日       | 大字上溝                                                   |                            |
| 陽光台四丁目     | ようこうだい       | 1974年7月1日     | 1975年7月1日       | 大字上溝                                                   |                            |
| 陽光台四丁目     | ようこうだい       | 1974年7月1日     | 1998年7月1日       | 大字上溝                                                   |                            |
| 陽光台五丁目     | ようこうだい       | 1974年7月1日     | 1974年7月1日       | 大字上溝                                                   |                            |
| 陽光台五丁目     | ようこうだい       | 1974年7月1日     | 1975年7月1日       | 大字上溝                                                   |                            |
| 陽光台六丁目     | ようこうだい       | 1974年7月1日     | 1974年7月1日       | 大字上溝                                                   |                            |
| 陽光台六丁目     | ようこうだい       | 1974年7月1日     | 1979年7月1日       | 大字上溝                                                   |                            |
| 陽光台七丁目     | ようこうだい       | 1979年7月1日     | 1979年7月1日       | 大字上溝、大字下溝                                         |                            |
| 横山一丁目       | よこやま           | 1968年7月1日     | 1968年7月1日       | 大字上溝                                                   |                            |
| 横山二丁目       | よこやま           | 1968年7月1日     | 1968年7月1日       | 大字上溝                                                   |                            |
| 横山三丁目       | よこやま           | 1968年7月1日     | 1968年7月1日       | 大字上溝                                                   |                            |
| 横山四丁目       | よこやま           | 1968年7月1日     | 1968年7月1日       | 大字上溝                                                   |                            |
| 横山五丁目       | よこやま           | 1968年7月1日     | 1968年7月1日       | 大字上溝                                                   |                            |
| 横山六丁目       | よこやま           | 1968年7月1日     | 1968年7月1日       | 大字上溝                                                   |                            |
| 横山台一丁目     | よこやまだい       | 1976年7月1日     | 1976年7月1日       | 大字下九沢、大字上溝                                       |                            |
| 横山台二丁目     | よこやまだい       | 1976年7月1日     | 1976年7月1日       | 大字下九沢、大字上溝、横山5                                |                            |
| 由野台一丁目     | よしのだい         | 1968年7月1日     | 1968年7月1日       | 大字淵野辺                                                 |                            |
| 由野台二丁目     | よしのだい         | 1968年7月1日     | 1968年7月1日       | 大字淵野辺                                                 |                            |
| 由野台三丁目     | よしのだい         | 1984年7月1日     | 1984年7月1日       | 大字淵野辺                                                 |                            |

1. 1 2 3 4 5  東京都町田市との境界変更に伴う町区域の変更により、その編入区域が市街地区域として定められ、住居表示が実施されている。

### 人口
- 2010年　266,988
- 2015年　269,888
- 2025年　273,301

### 隣接自治体
- 東側は東京都町田市と隣接、相模川を挟んで厚木市・愛甲郡愛川町と隣接している。

## 歴史

### 沿革
- 区制：2010年（平成22年）4月1日
- 区域：矢部、小山、清新、南橋本、横山、中央、星が丘、光が丘、大野北、田名、上溝

## 政治

### 行政

#### 市政機関
- 相模原市役所
  - 相模原市教育委員会
- 中央区役所（旧戸籍住民課に区民課が設置された）

まちづくりセンター（2010年4月1日より出張所から改称）
- 大野北まちづくりセンター
- 上溝まちづくりセンター
- 田名まちづくりセンター

連絡所
- 相模原駅連絡所
- 光が丘連絡所

## 国家機関

### 法務省
- 横浜地方法務局相模原支局

### 軍事施設
- 在日米軍 キャンプ座間
  - 相模総合補給廠

## 施設

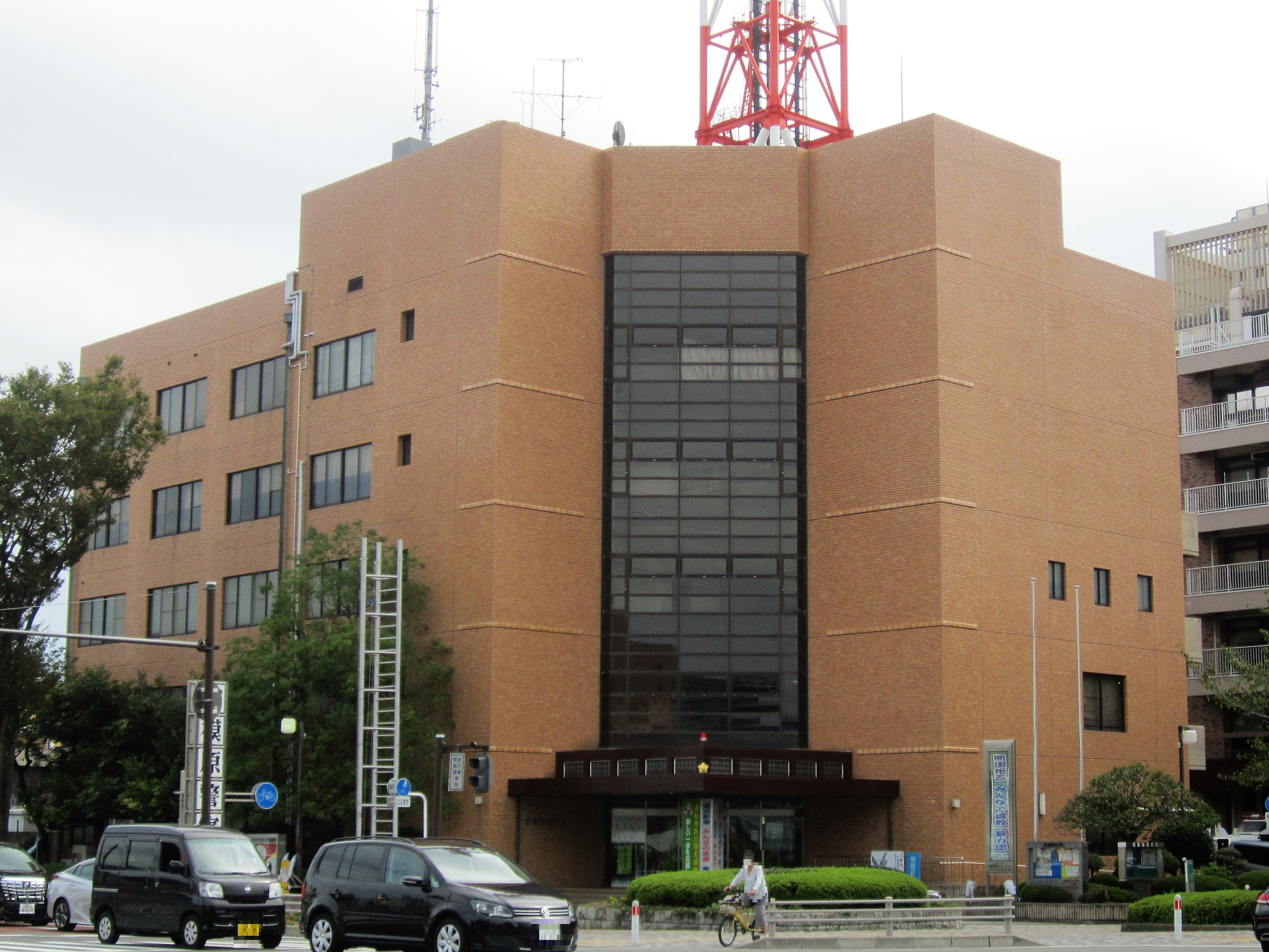
相模原警察署

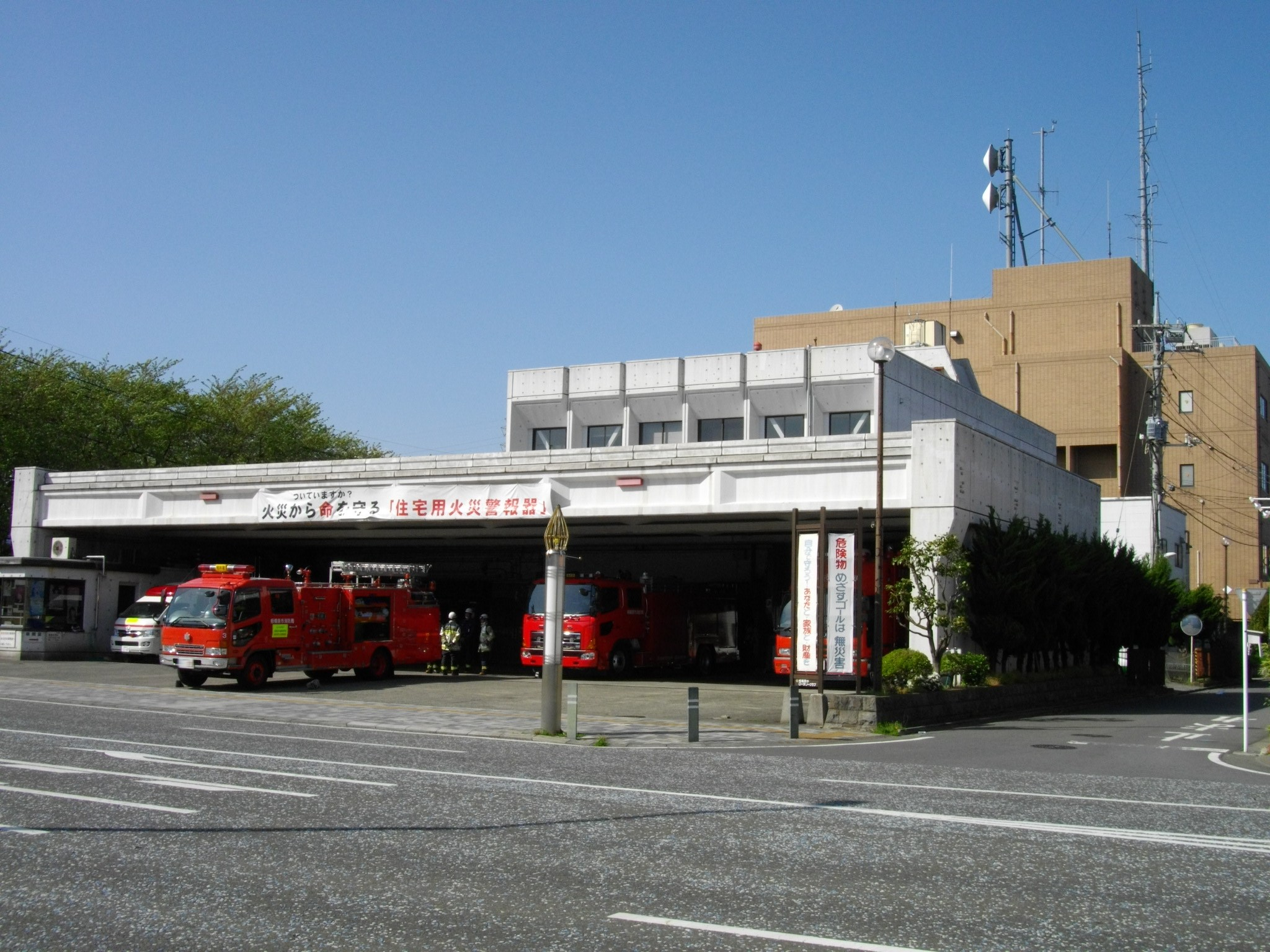
相模原市消防局

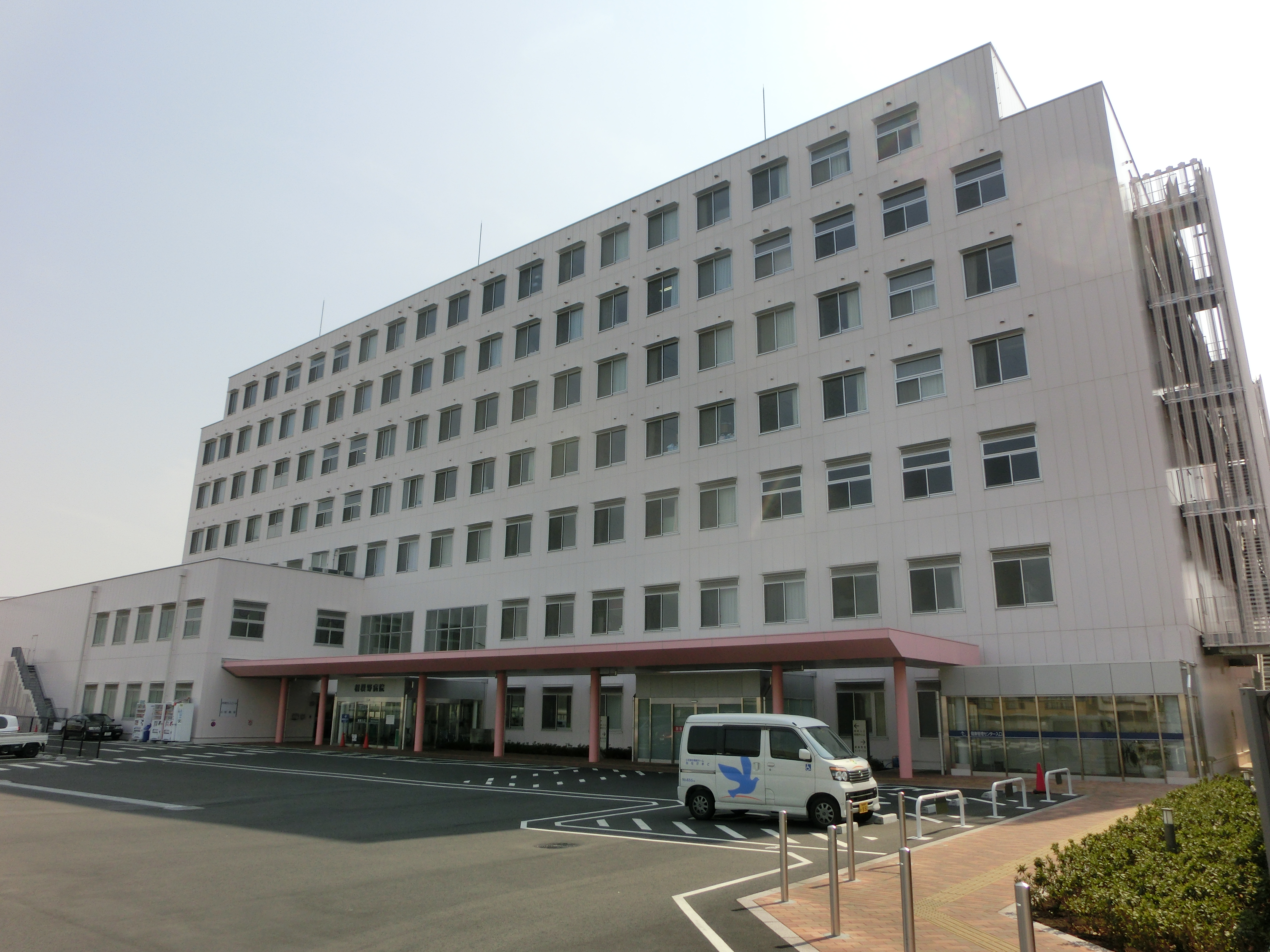
JCHO相模野病院

### 警察
本部
- 神奈川県警察 相模原警察署（富士見一丁目1番1号）

交番
- 相模原駅前交番（相模原一丁目1番2号）
- 横山交番（横山四丁目5番10号）
- 星が丘交番（陽光台二丁目4番3号）
- 淵野辺駅南口交番（鹿沼台一丁目13番24号）
- 淵野辺駅北口交番（淵野辺三丁目5番5号）
- 相生交番（相生二丁目17番8号）
- 上溝交番（上溝七丁目19番20号）
- 田名交番（田名4,766番地1）
- 番田交番（上溝411番地1）- 2008年（平成20年）4月に駐在所より変更
- 南橋本駅前交番（南橋本一丁目16番13号）

警察学校
- 神奈川県警察学校由野台分校（由野台3丁目1番2号）

### 消防
本部
- 相模原市消防局

消防署
- 相模原消防署（中央二丁目2番15号）
  - 田名分署、淵野辺分署、緑が丘分署、上溝分署

### 医療
主な病院
- 総合相模更生病院
- さがみ仁和会病院
- 相模原中央病院
- JCHO相模野病院
- 渕野辺総合病院

### 郵便局
主な郵便局
- 相模原郵便局

その他
- 上溝郵便局

### 図書館
- 相模原市立図書館

### 文化施設
交流施設
- 相模原市民会館

科学館・博物館・美術館
- 相模川ふれあい科学館
- 相模原市民ギャラリー
- 相模原市立博物館
- 光と緑の美術館

### 運動施設
- 銀河アリーナ
- 相模原球場
- 相模原グリーンプール
- 横山公園野球場
- 小山公園スポーツ広場
- 小山公園ニュースポーツ広場
- 鹿沼公園テニス場
- 淵野辺公園テニス場
- 横山公園テニス場
- 鹿沼公園野球場
- 相模原市立体育館

## 経済

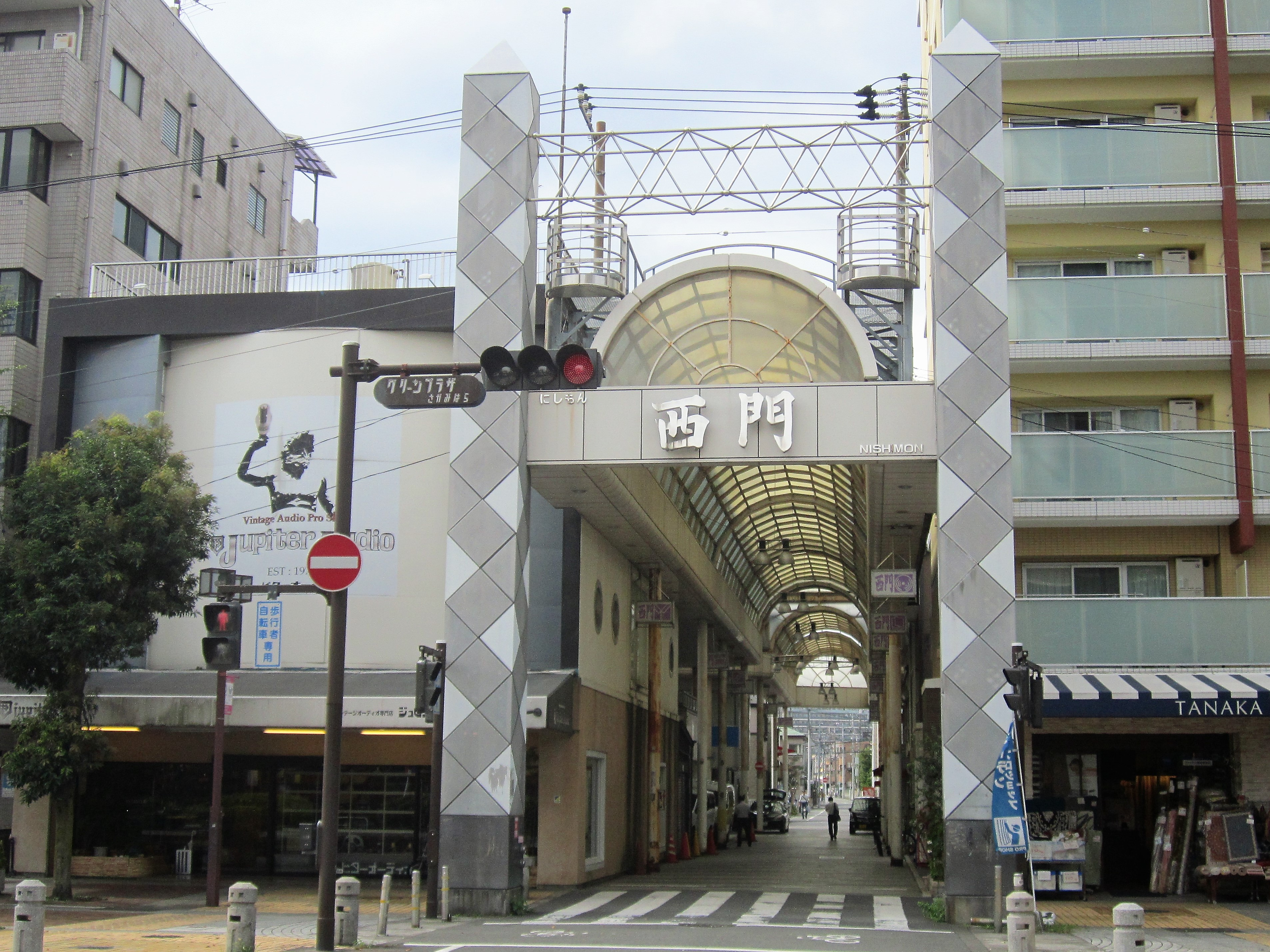
西門商店街

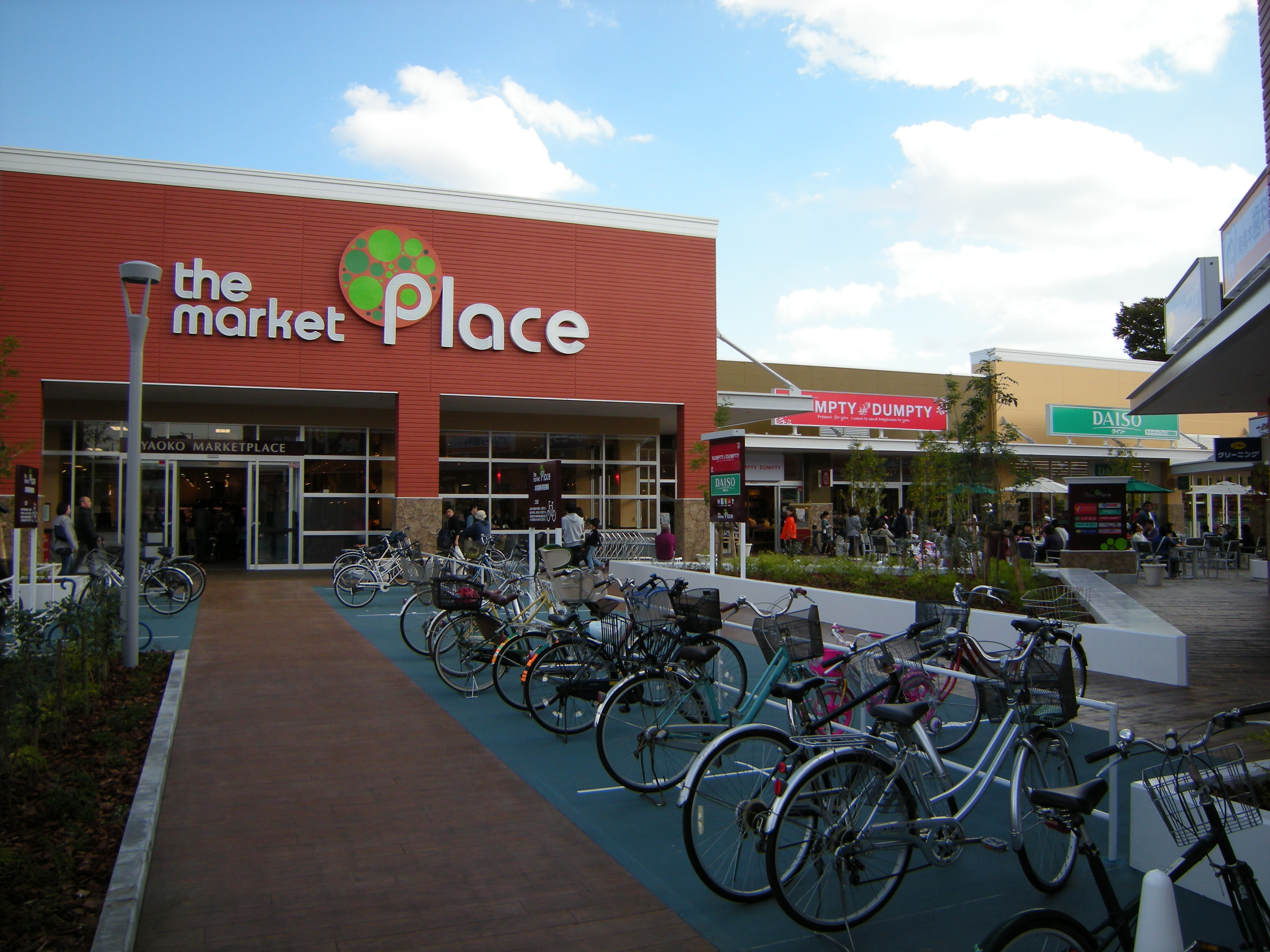
マーケットプレイス

### 第一次産業

#### 農業
農業協同組合（JA）
- 相模原市農業協同組合（JA相模原市）

### 第三次産業

#### 商業
主な商店街
- 西門商店街

主な商業施設
- イオンフードスタイル相模原店
- エスポット淵野辺店
- 相模原イッツ（相模原its）
- セレオ相模原
- ダイエー上溝店
- ホームセンターコーナン相模原小山モール
  - ライフ相模原モール店
  - ジョーシン相模原小山店
- グッディプレイス相模原
- マーケットプレイス
- セブンイレブン相生店 - 日本二号店[2]

## 生活基盤

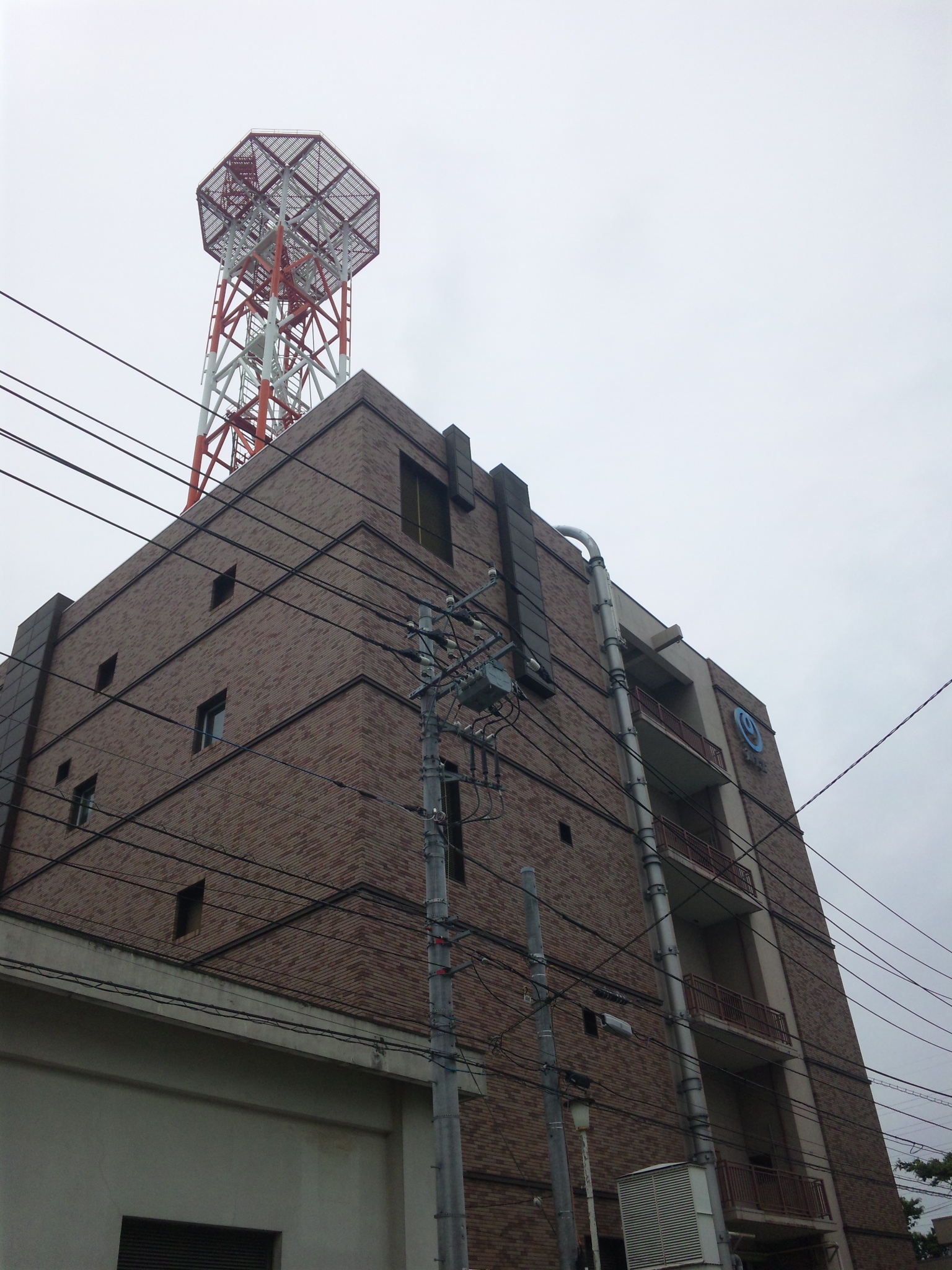
NTT東日本相模原

### ライフライン

#### 電信
- NTT東日本 - NTT東日本-神奈川

## 教育・研究機関

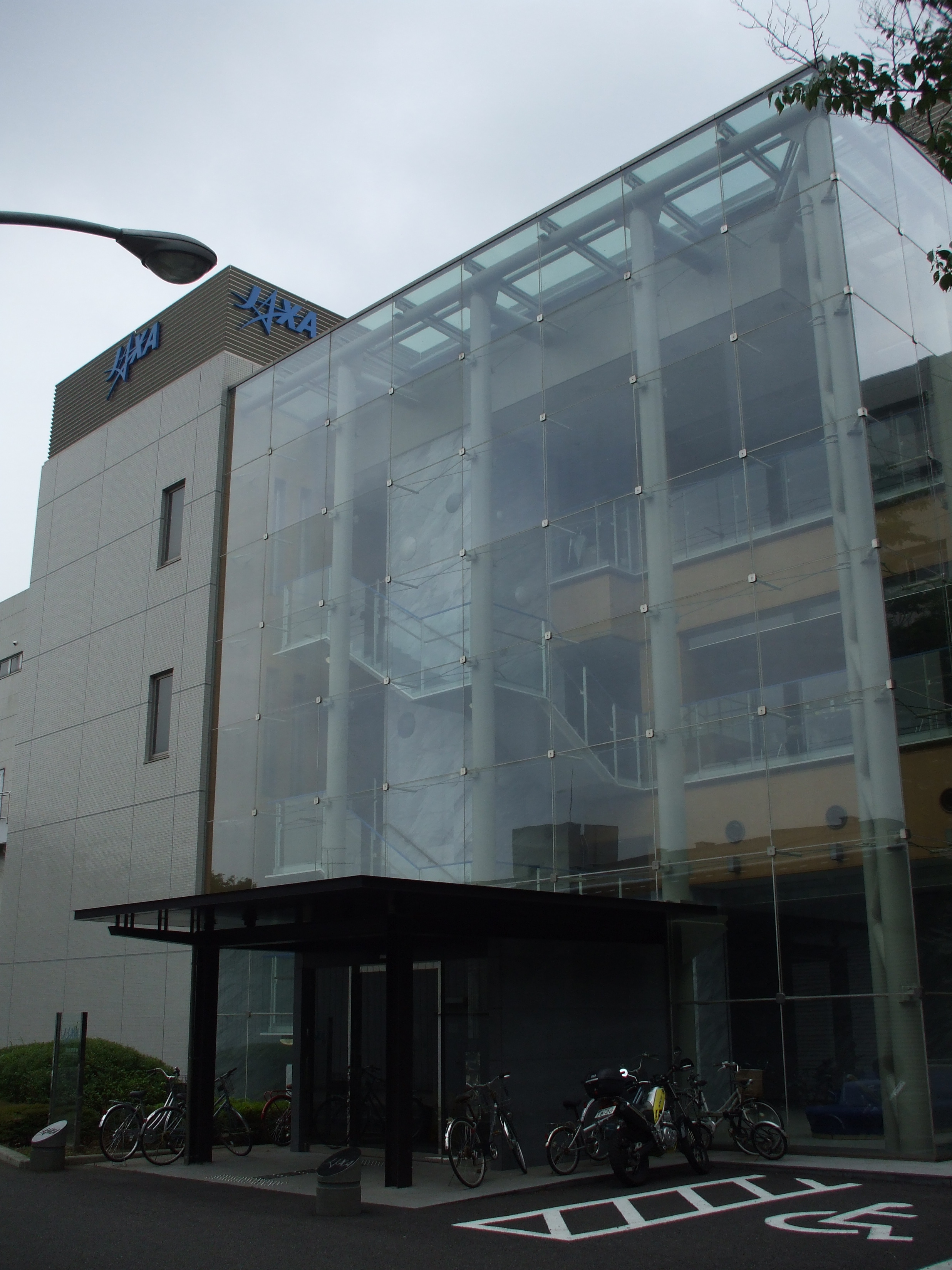
JAXA相模原キャンパス

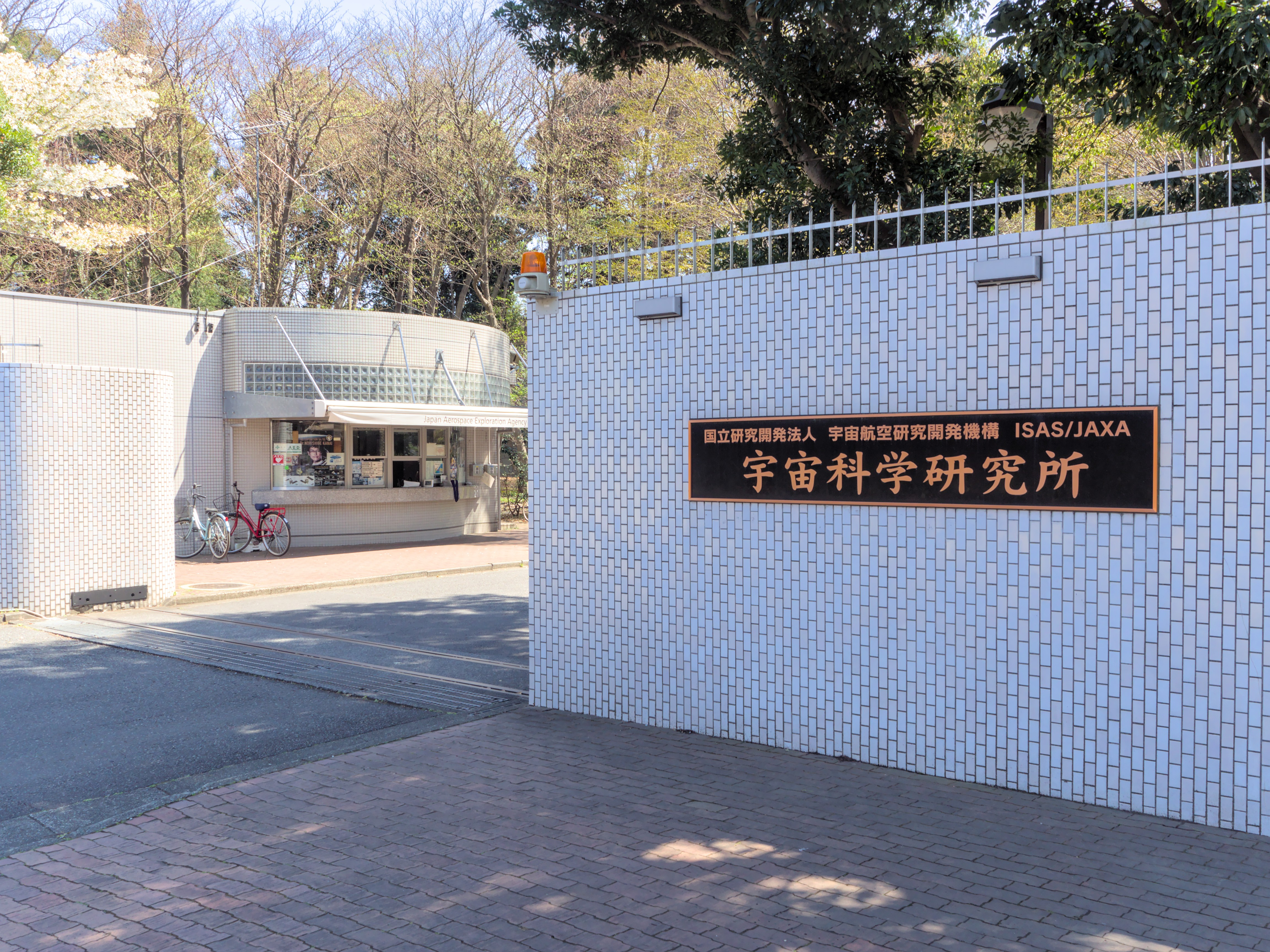
宇宙科学研究所

### 大学
国立
- 総合研究大学院大学 相模原キャンパス

私立
- 青山学院大学 相模原キャンパス
- 桜美林大学 プラネット淵野辺キャンパス（PFC）
- 麻布大学

### 短期大学
私立
- 和泉短期大学

### 高等学校
県立
- 神奈川県立上溝高等学校
- 神奈川県立相模原高等学校
- 神奈川県立上溝南高等学校
- 神奈川県立相模原弥栄高等学校
- 神奈川県立相模田名高等学校

私立
- 麻布大学附属高等学校

### 中学校
市立
- 相模原市立大野北中学校
- 相模原市立小山中学校
- 相模原市立上溝中学校
- 相模原市立上溝南中学校
- 相模原市立共和中学校
- 相模原市立清新中学校
- 相模原市立田名中学校
- 相模原市立中央中学校
- 相模原市立緑が丘中学校
- 相模原市立弥栄中学校
- 相模原市立由野台中学校

### 小学校
市立
- 相模原市立青葉小学校（2025年3月閉校）
- 相模原市立大野北小学校
- 相模原市立小山小学校
- 相模原市立上溝小学校
- 相模原市立上溝南小学校
- 相模原市立共和小学校
- 相模原市立向陽小学校
- 相模原市立新宿小学校
- 相模原市立清新小学校
- 相模原市立田名小学校
- 相模原市立田名北小学校
- 相模原市立中央小学校
- 相模原市立並木小学校
- 相模原市立光が丘小学校
- 相模原市立富士見小学校
- 相模原市立淵野辺小学校
- 相模原市立淵野辺東小学校
- 相模原市立星が丘小学校
- 相模原市立弥栄小学校
- 相模原市立陽光台小学校
- 相模原市立横山小学校

### 幼稚園
- あかね幼稚園
- 小山白ゆり幼稚園
- 相模栄光幼稚園
- 相模白ゆり幼稚園
- 相模つばさ幼稚園
- 清心幼稚園
- たけのうち幼稚園
- 田名幼稚園
- 中央幼稚園
- 虹ヶ丘幼稚園
- 淵野辺ひばり幼稚園
- 星が丘幼稚園
- みずほ幼稚園
- 弥生幼稚園
- よこやま幼稚園

### 特別支援学校
県立
- 神奈川県立相模原中央支援学校

### 研究機関
- 宇宙科学研究所
- JAXA相模原キャンパス
- 惑星物質試料受け入れ設備

## 交通

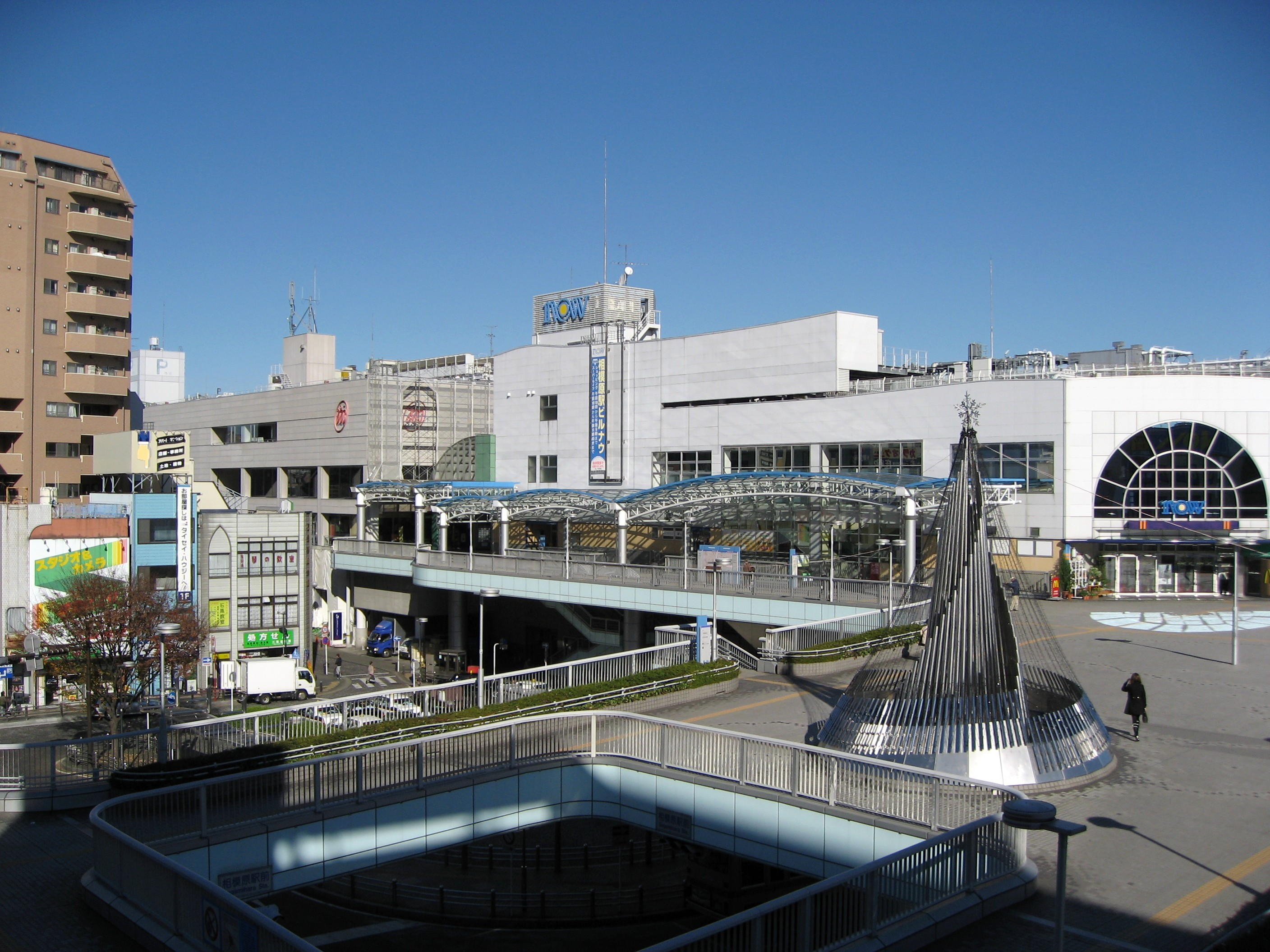
相模原駅南口

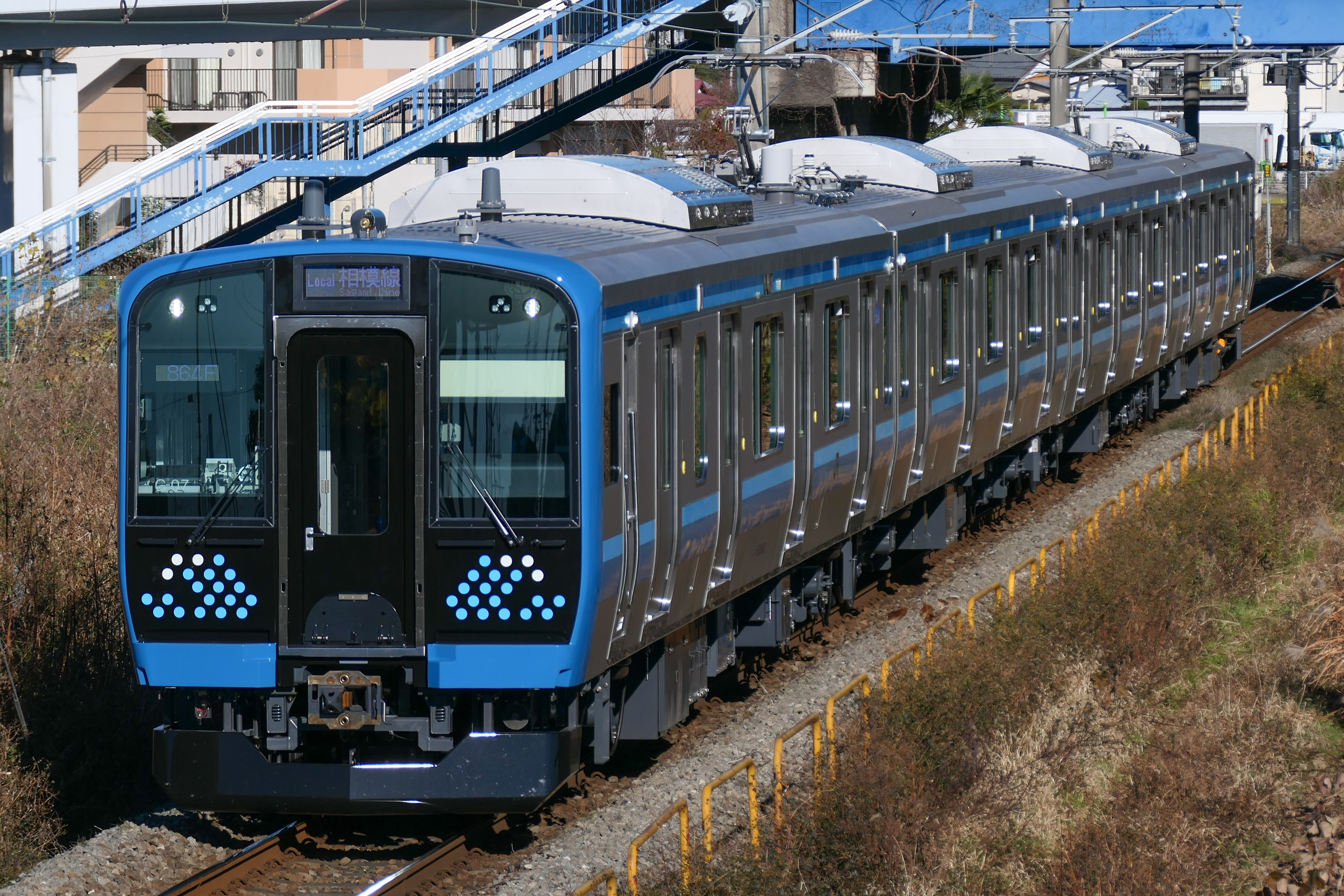
JR相模線

### 鉄道
東日本旅客鉄道（JR東日本）
 横浜線
- - 淵野辺駅 - 矢部駅 - 相模原駅 -

■ 相模線
- - 番田駅 - 上溝駅 - 南橋本駅 -

区の北端の一部（宮下本町三丁目）を京王相模原線がかすめているが、駅はない。

### バス

#### 路線バス
- 神奈川中央交通（神奈中バス）
- 大野北地区コミュニティバス「ピンくる号」（神奈中タクシーが受託）

### 道路

#### 国道
- 国道16号
- 国道129号

#### 県道
- 神奈川県道46号
- 神奈川県道48号
- 神奈川県道57号
- 神奈川県道63号
- 神奈川県道502号淵野辺停車場線
- 神奈川県道503号
- 神奈川県道504号
- 神奈川県道508号

## 観光

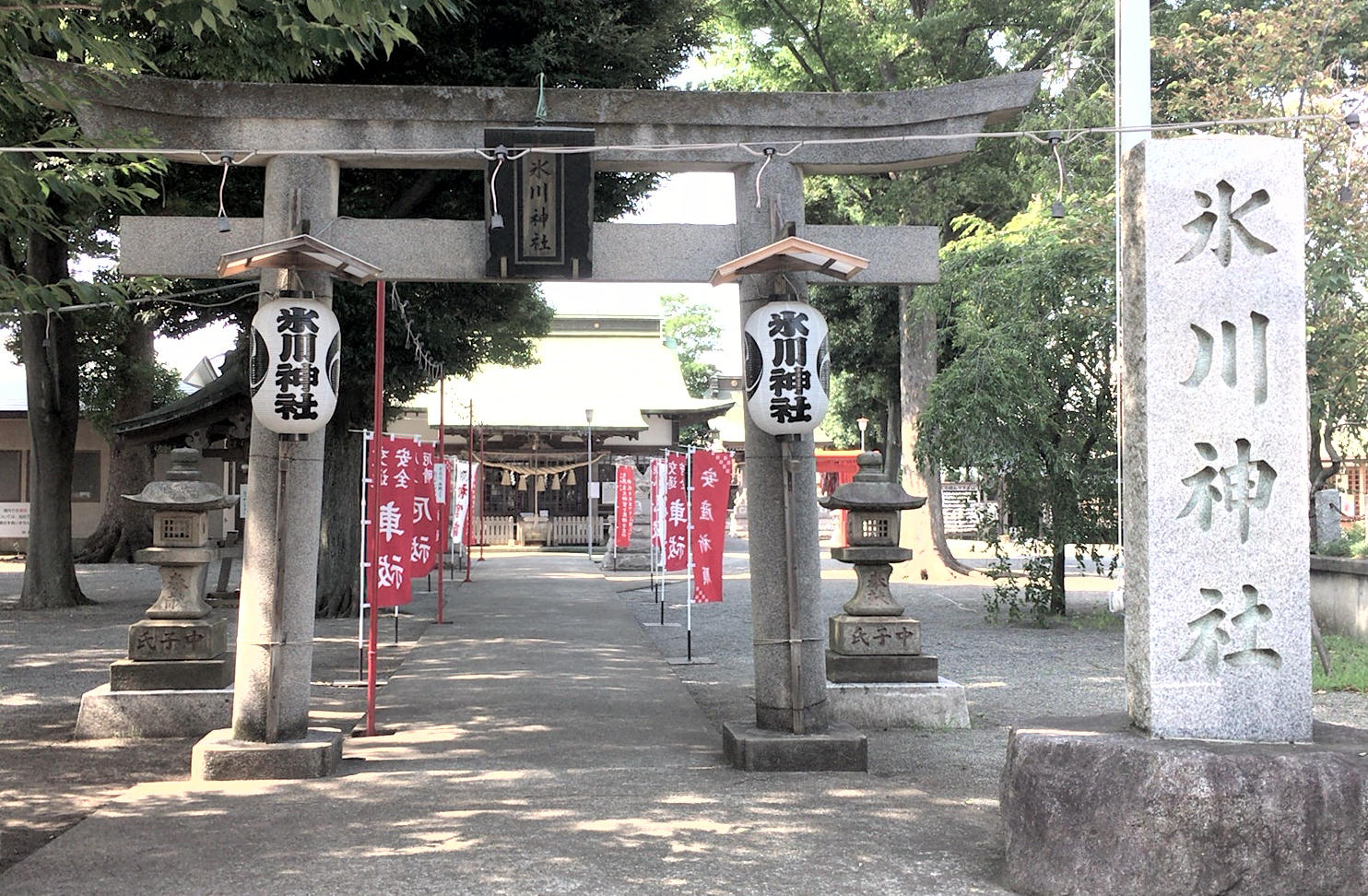
氷川神社

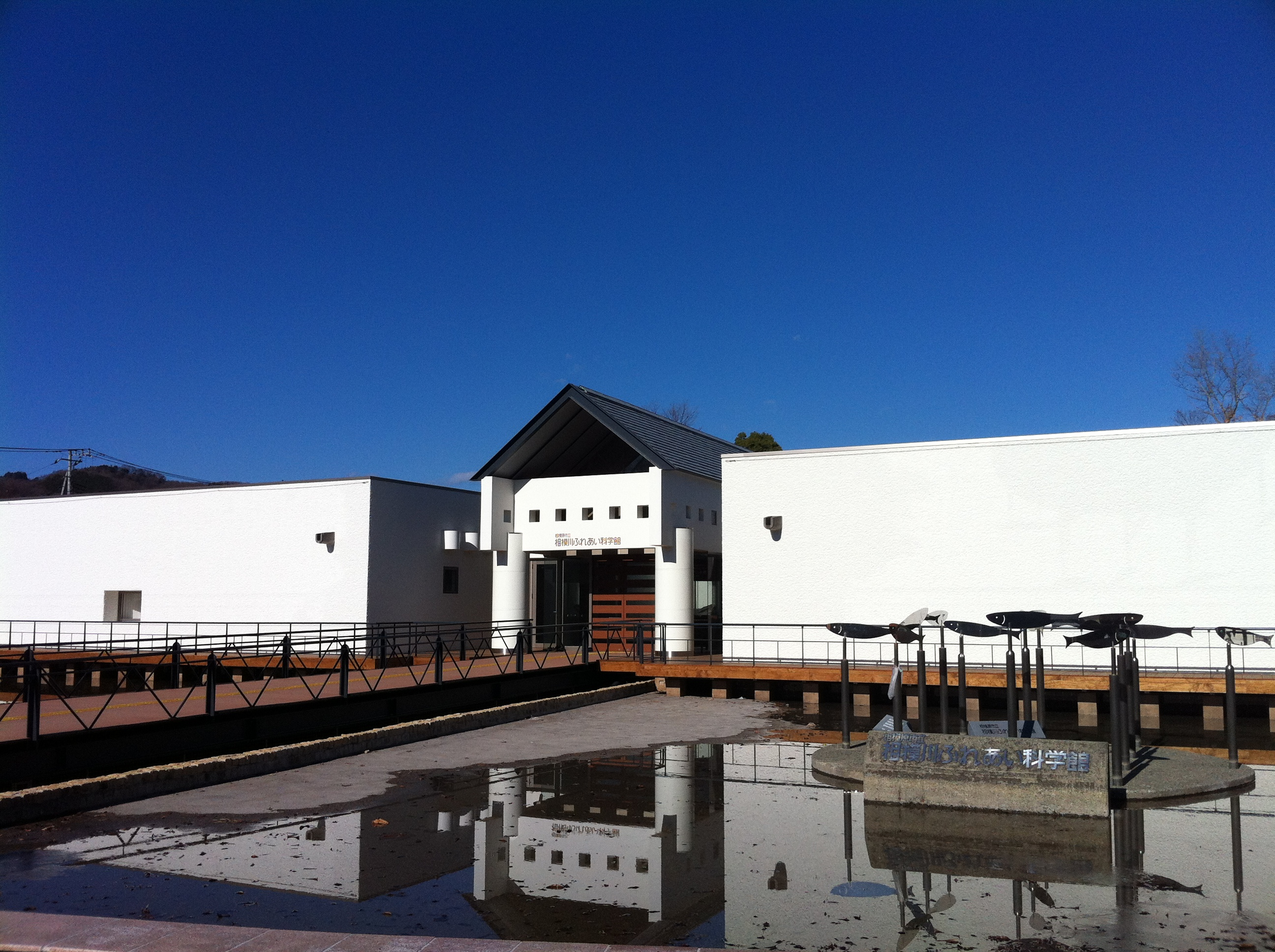
相模川ふれあい科学館

### 名所・旧跡
主な城郭・館
- 淵野辺城跡
- 矢部城（矢部館）

主な寺院
- 向得寺

主な神社
- 亀ヶ池八幡宮
- 田名八幡宮
- 氷川神社
- 村富神社

主な遺跡
- 田名向原遺跡

主な史跡
- 相模陸軍造兵廠
- 清兵衛新田

## 文化・名物

### 祭事・催事
- 泳げ鯉のぼり相模川
- 相模原市民桜まつり
- 相模原納涼花火大会

## 出身関連著名人
- 石井亜早実 - ミュージカル俳優、中央区上矢部出身
- 後藤浩輝 - JRA騎手
- 真壁刀義 - プロレスラー
- 日村勇紀 - お笑い芸人（バナナマン）
- 伊藤克 - 元プロ野球選手（独立リーグ）
- 白井空良 - スケートボード選手
- 塩野瑛久 - 俳優。
- 塩見泰隆 - プロ野球選手(東京ヤクルトスワローズ)